# Les Filles du diable
 (juillet 2025).
Pour plus de détails, voir Fiche technique et Distribution.
Les Filles du diable est un film de Georges Méliès sorti en 1903 au début du cinéma muet.